# Viva a Brotolândia
Viva a Brotolândia é o álbum de estreia da cantora Elis Regina, lançado em 1961 pela Continental. O lançamento ocorreu quando ela tinha dezesseis anos de idade, e traz canções no estilo rock que lembram as da cantora Celly Campelo.
Segundo alguns veículos de imprensa, neste primeiro trabalho é nítida a influência das grandes cantoras do rádio, sobretudo de Ângela Maria.
Recebeu críticas desfavoráveis na época de seu lançamento. Rossini Pinto, do jornal carioca Correio da Manhã, denominou a seleção de canções "as mais pobres possíveis" e que os rocks e calypsos incluídos eram "horríveis".
Em 2006, vinte e quatro anos após a morte da cantora, foi relançado no formato CD, em uma caixa intitulada Os Primeiros Anos, pela gravadora Som Livre.

## Lista de faixas
- Créditos adaptados do LP Viva a Brotolândia, de 1961.[7]

| Lado A         |                                          |                                               |         |  |
| N.º            | Título                                   | Compositor(es)                                | Duração |  |
| 1.             | "Dá Sorte"                               | Eleu Salvador                                 | 2:08    |  |
| 2.             | "Sonhando (Dreamin')"                    | B. Vorzon / Ellis / Versão: Juvenal Fernandes | 2:45    |  |
| 3.             | "Murmúrio"                               | Luis Antônio / Djalma Ferreira                | 2:44    |  |
| 4.             | "Tu Serás"                               | Ângela Martignoni / Othon Russo               | 2:30    |  |
| 5.             | "Samba Feito pra Mim"                    | Paulo Tito                                    | 2:43    |  |
| 6.             | "Fala-me de Amor (Take me in your Arms)" | Markus / Rotter / Versão: Max Gold            | 3:02    |  |
| Duração total: | Duração total:                           | Duração total:                                | 15:52   |  |

| Lado B         |                                                |                                                      |         |  |
| N.º            | Título                                         | Compositor(es)                                       | Duração |  |
| 1.             | "Baby Face"                                    | Davis / Akst / Versão: Fred Jorge                    | 1:47    |  |
| 2.             | "Dor de Cotovelo"                              | João Roberto Kelly                                   | 2:21    |  |
| 3.             | "Garoto Último Tipo (Puppy Love)"              | Paul Anka / Versão: Fred Jorge                       | 2:39    |  |
| 4.             | "As Coisas que Eu Gosto (My Favourite Things)" | Rodgers / O. Hammerstein II / Versão: Fernando César | 2:20    |  |
| 5.             | "Mesmo de Mentira"                             | Carlos Imperial                                      | 2:23    |  |
| 6.             | "Amor Amor (Love Love)"                        | B. Caesar / Versão: Carlos Imperial                  | 2:19    |  |
| Duração total: | Duração total:                                 | Duração total:                                       | 13:49   |  |